# Ever Blazin’
Ever Blazin’ (w 2002 wydany na Jamajce jako Ever Blazing) – singel Seana Paula, wydany w 2005 roku.

## Lista utworów
- CD maxi–singel (2005)[2]

1. „Ever Blazin’” (Album Version) – 3:11
2. „Get with It Girl” – 3:04
3. „Feel Alright” (Non Album Track) – 3:06

## Notowania na listach przebojów
| Kraj/Region       | Lista (2005/2006/2012) | Najwyższa pozycja |
| ----------------- | ---------------------- | ----------------- |
| Francja           | Top 200 Singles        | 8                 |
| Szwajcaria        | Singles Top 75         | 11                |
| Belgia (Walonia)  | Ultratop 50            | 11                |
| Wielka Brytania   | Singles Top 100        | 12                |
| Irlandia          | Top 50 Singles         | 16                |
| Szwecja           | Top 60 Singles         | 17                |
| Niemcy            | Top 100 Singles        | 20                |
| Holandia          | Single Top 100         | 22                |
| Austria           | Singles Top 75         | 25                |
| Belgia (Flandria) | Ultratop 50            | 30                |